# Epithetosoma norvegicum
Epithetosoma norvegicum är en djurart som tillhör fylumet slemmaskar, och som beskrevs av Daniel Cornelius Danielssen och Johan Koren 1881. Epithetosoma norvegicum ingår i släktet Epithetosoma, klassen Anopla, fylumet slemmaskar och riket djur. Inga underarter finns listade i Catalogue of Life.